# Солнечное затмение 29 мая 1919 года
Солнечное затмение 29 мая 1919 года — полное солнечное затмение, частные фазы которого можно было наблюдать в Южной Америке и в Африке. Это затмение примечательно тем, что оказалось самым длинным за предшествующие ему 500 лет: максимальная продолжительность полной фазы составила 6 минут 51 секунду. Кроме того, это затмение позволило впервые экспериментально подтвердить общую теорию относительности — для её проверки Великобритания организовала две астрономические экспедиции, которые наблюдали затмение.

## Характеристики
Максимальная фаза затмения составила 1,0719, а наибольшая ширина тени — 244 км. Максимальная продолжительность полной фазы затмения составляла 6 минут 51 секунду, благодаря чему затмение 1919 года стало самым длительным полным затмением за предыдущие 500 лет. Предыдущее полное затмение с большей длительностью произошло 27 мая 1416 года, следующее — 8 июня 1937 года. Максимальные фаза затмения и продолжительность достигались в точке с координатами 4,4° северной широты и 16,7° западной долготы.
Частные фазы затмения наблюдались в основном в Южной Америке и в Африке. Крупные города, через которые проходила полоса полной фазы затмения, — Ла-Пас, Форталеза и Либревиль.

## Экспериментальная проверка общей теории относительности

### Предыстория и подготовка
Гравитационное искривление света — изменение траектории светового луча под действием гравитации — следует из классической механики и было предсказано ещё Исааком Ньютоном. Для луча, проходящего вблизи поверхности Солнца, величина искривления траектории в классической механике должна составлять 0,87″. Общая теория относительности, опубликованная Альбертом Эйнштейном в 1915 году, предсказывает вдвое большую величину отклонения луча: 1,75″.
Наблюдение звёзд, свет которых проходит рядом с Солнцем, возможно только во время полного солнечного затмения, когда небо становится полностью тёмным. Теоретически возможно наблюдать искривление света и от планет Солнечной системы, но для реальных измерений оно слишком мало: для самой массивной планеты Солнечной системы, Юпитера, это значение составляет 0,017″.
После публикации общей теории относительности были проанализированы фотопластинки с затмения 30 августа 1905 года, но на них не удалось обнаружить искривление света. Другое измерение было проведено во время затмения 8 июня 1918 года, но результат оказался недостаточно точным, из-за чего не позволял определить, какая из теорий верна. Ожидалось, что затмение 1919 года станет более удобным для наблюдения благодаря его большой длительности, а также ввиду того, что Солнце в это время будет находиться на фоне звёздного скопления Гиады. Поэтому к затмению 1919 года Великобритания организовала две астрономические экспедиции: одна была направлена в Собрал, расположенный в Бразилии, другая — на остров Принсипи у побережья Африки. В первой группе были астрономы из Гринвичской обсерватории Эндрю Кроммелин и Чарльз Дэвидсон, во вторую входили их коллеги из Кембриджской обсерватории Артур Эддингтон и Эдвин Коттингем.
Организацией экспедиций руководил британский астроном Фрэнк Дайсон, а Королевское общество и Королевское астрономическое общество профинансировало их. 8 марта 1919 года обе группы наблюдателей отправились из Ливерпуля к местам наблюдения.

### Наблюдения
В распоряжении обеих групп имелись линзы с астрографов диаметром 13 дюймов (33 см) и фокусным расстоянием 11 футов и 3 дюйма (3,4 м), но для улучшения качества изображения края линз были перекрыты, так что эффективный диаметр составил 8 дюймов (20 см). Группа, отправленная в Собрал, также имела линзу диаметром 4 дюйма (10 см) и фокусным расстоянием 19 футов (5,8 м). Телескопы были собраны уже на месте.
В Собрале утром в день затмения было облачно, но к его началу погода стала ясной, лишь в течение одной минуты небольшое облако закрывало Солнце и звёзды фона. Группа оставалась в Бразилии ещё некоторое время: ей нужно было сделать фотографию тех же звёзд, но уже без искажений, вызванных гравитацией Солнца. 9 июля они наблюдались уже на предрассветном небе и были сфотографированы. В Англию группа вернулась 25 августа.
Группа, отправленная в Принсипи, прибыла туда 28 апреля. Утро дня затмения началось с грозы, но, как и в Собрале, небо очистилось до начала полной фазы затмения. Эддингтон и Коттингем покинули Принсипи 12 июня, а 14 июля вернулись в Англию. В Принсипи пришлось бы ждать около полугода до того, как звёзды фона бы оказались на ночном небе в том же положении, поэтому снимки для сравнения были сделаны заранее — на том телескопе (расположенном в Оксфорде), с которого была снята линза для экспедиции.

### Результаты
Измеренные в Собрале и в Принсипи величины искривления лучей составили 1,98″ и 1,61″ соответственно. Полученные результаты явно указывали на то, что свет искривляется в соответствии с теорией Эйнштейна, о чём Эддингтон объявил 6 ноября. С другой стороны, общая теория относительности предсказывала, в частности, гравитационное красное смещение, которого у Солнца на тот момент не обнаруживалось, что оставляло некоторые сомнения. Тем не менее именно наблюдение этого затмения считается подтверждением общей теории относительности, а газета The Times назвала это «революцией в науке» и «наиболее значимым научным достижением с момента открытия Нептуна».